# 새절역
새절(신사)역(Saejeol(Shinsa)Station, 赛折(新寺)驛)은 서울특별시 은평구 신사동에 있는 서울 지하철 6호선의 지하철역이다. 심야에 2편성이 주박한다.
공사 당시에는 지하철역이 위치한 곳과 관련이 없는 북가좌역(北加佐驛)으로 불렸으나, 이후 역명 변경 과정에서 강남구 신사동에 있는 수도권 전철 3호선의 신사역(新沙驛)과 역명이 중복되는 문제를 방지하기 위하여 신사(新寺)를 고유어로 풀이한 새절을 역명으로, 신사를 병기역명으로 사용하고 있다. 추후에 서울 경전철 서부선과 환승역이 될 예정이다.
심야에 2편성이 주박하며, 주박선로는 신내방향 중앙 승강장으로 연결되어 있다.

## 역사
- 2000년 12월 15일: 서울 지하철 6호선 응암~상월곡 구간 개통과 함께 영업 개시

## 역 구조
2면 3선 혼합식 승강장이며, 스크린도어가 설치되어 있다. 봉화산역 방향 중 중앙 승강장은 아침에 새절역 출발 신내행 첫차와 심야에 새절역을 종착역으로 하는 새절역 주박 열차에만 이용하는 주박 선로가 설치된 곳이다. 그 이외의 평시 운행 시간에는 측선 승강장을 이용한다. 출구는 4개가 있다.

### 승강장
- 내리는 문의 위치
  - 상행선(응암 방향): 오른쪽
  - 하행선(신내 방향): 왼쪽

| 응암 ↑      |
| \| 3 2 \| 1 |
| ↓ 증산      |

| 3 | ● 서울 지하철 6호선 | 디지털미디어시티 · 효창공원앞 · 신내 방면 |
| 2 | ● 서울 지하철 6호선 | 당역 종착                                 |
| 1 | ● 서울 지하철 6호선 | 응암 방면                                 |

## 역 주변
1번 출구 
- 응암3동주민센터
- 응암3치안센터
- 응암동우체국
- 응암시장
- 은평문화예술정보학교
- 응암초등학교
- 은평창의예술교육센터
- 구립은평노인복지관

2번 출구 
- 응암3동
- 응암4치안센터
- 대림시장
- 불광천산책로
- 불광천작은도서관

3번 출구 
- 신사2동
- 연서중학교
- 상신중학교
- 서신초등학교
- 숭실중학교& 숭실고등학교 방면
- 미성아파트

4번 출구 
- 신사1동
- 신사초등학교
- 신사동고개
- 새절역현대아파트

## 사진

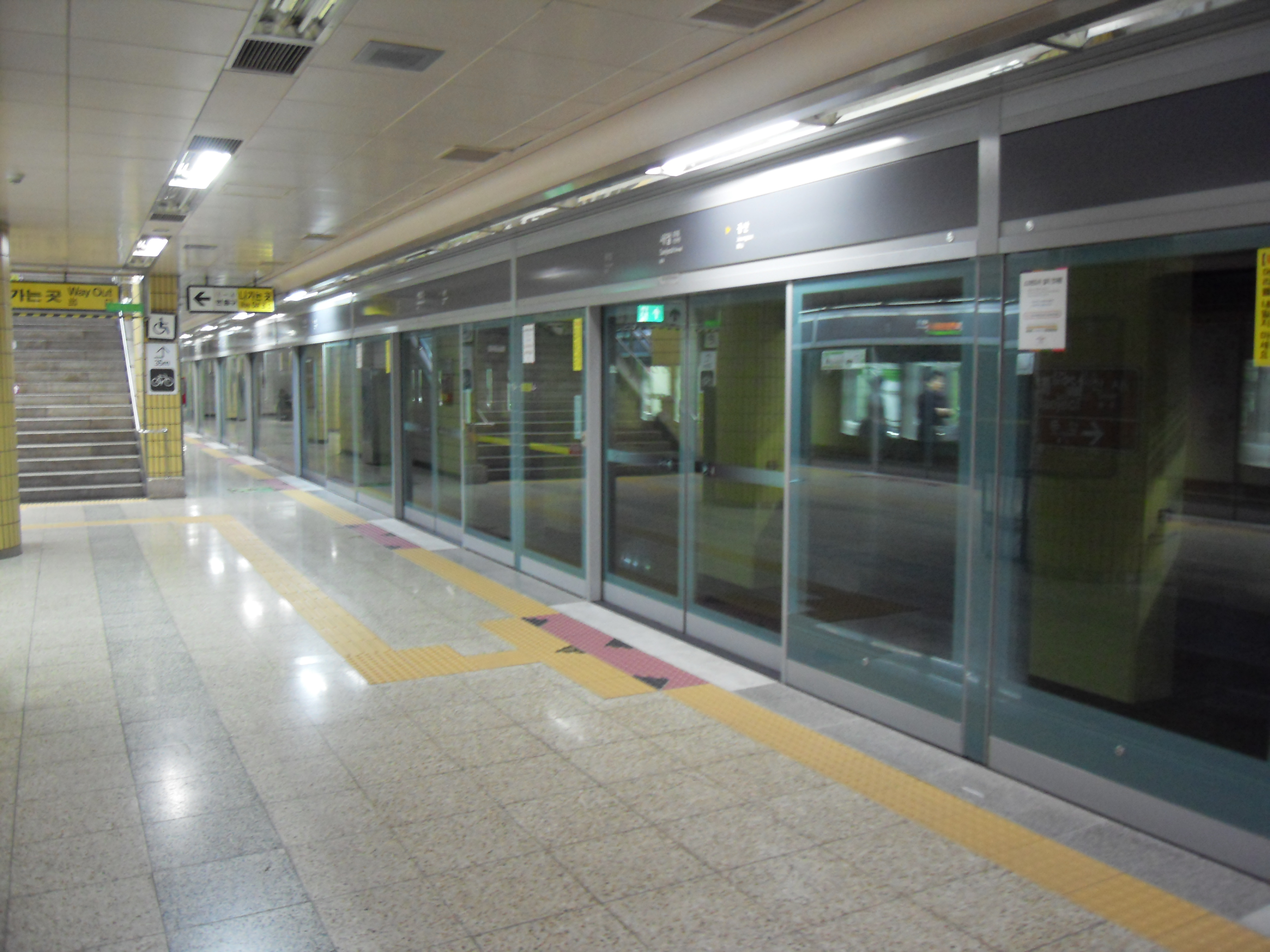
가운데 플랫폼(봉화산행 첫차, 새절역 막차 종착만 사용한다.)
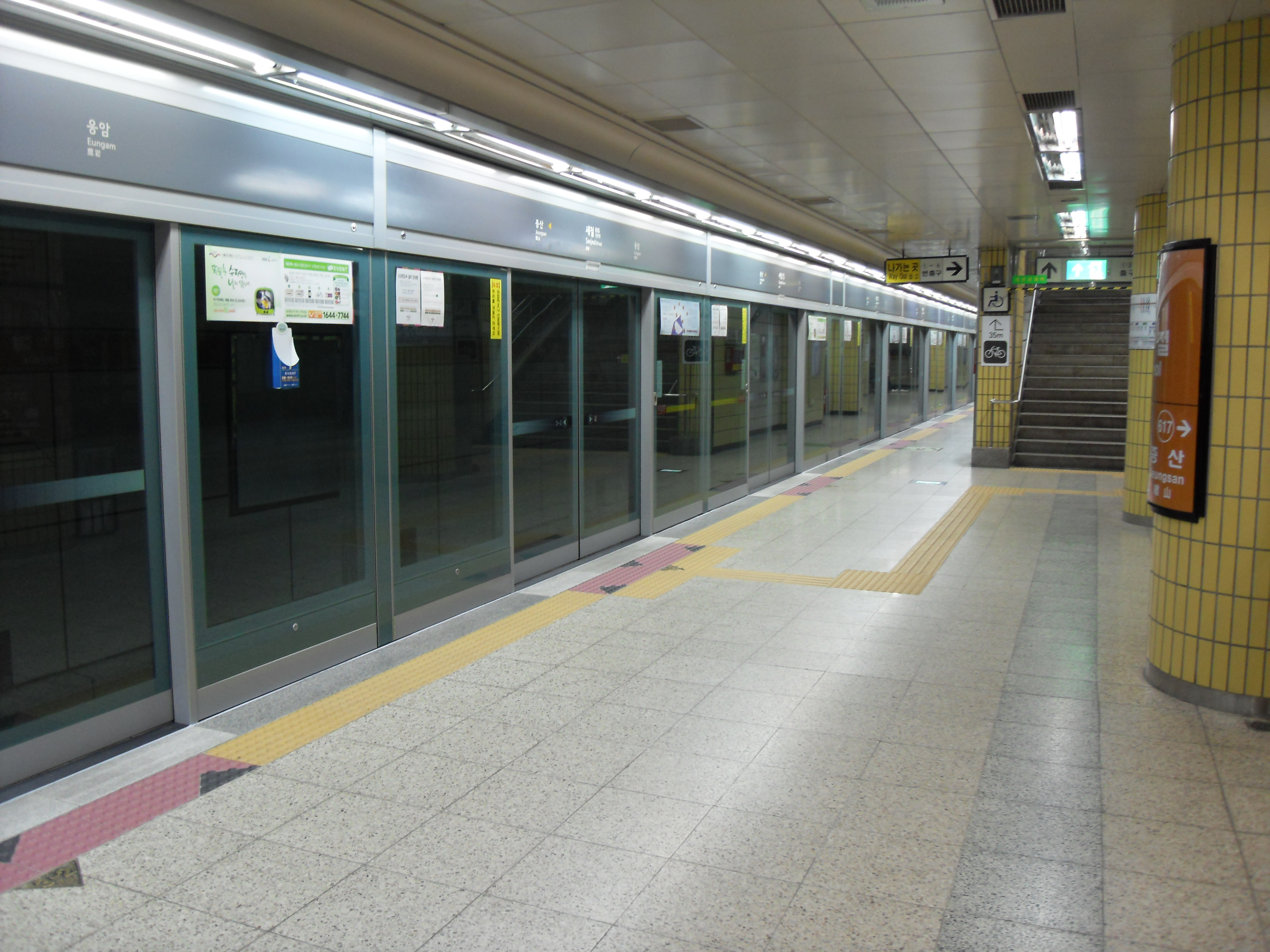
주박선 옆 플랫폼(봉화산 방향)
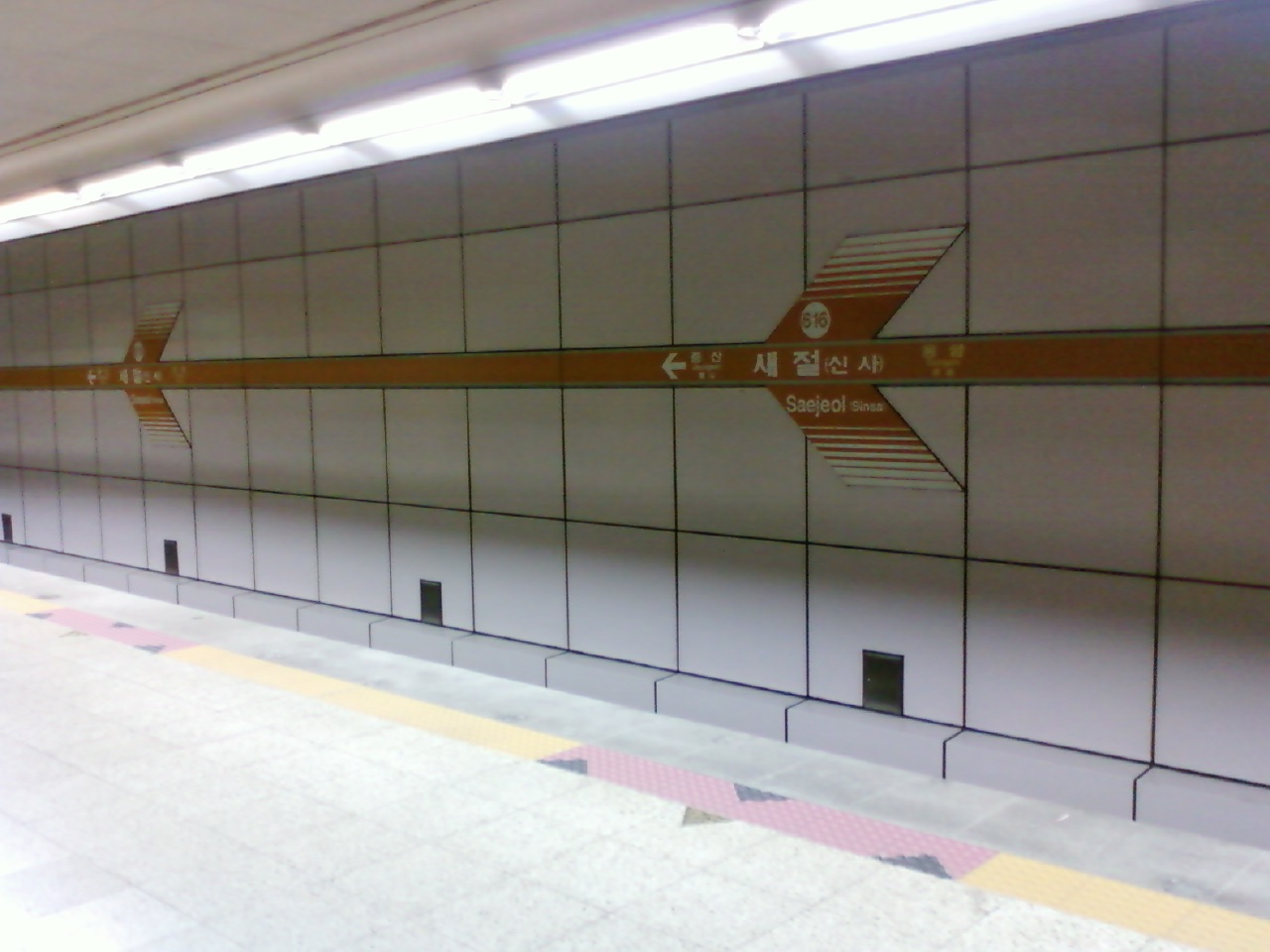
스크린도어 설치 전의 승강장
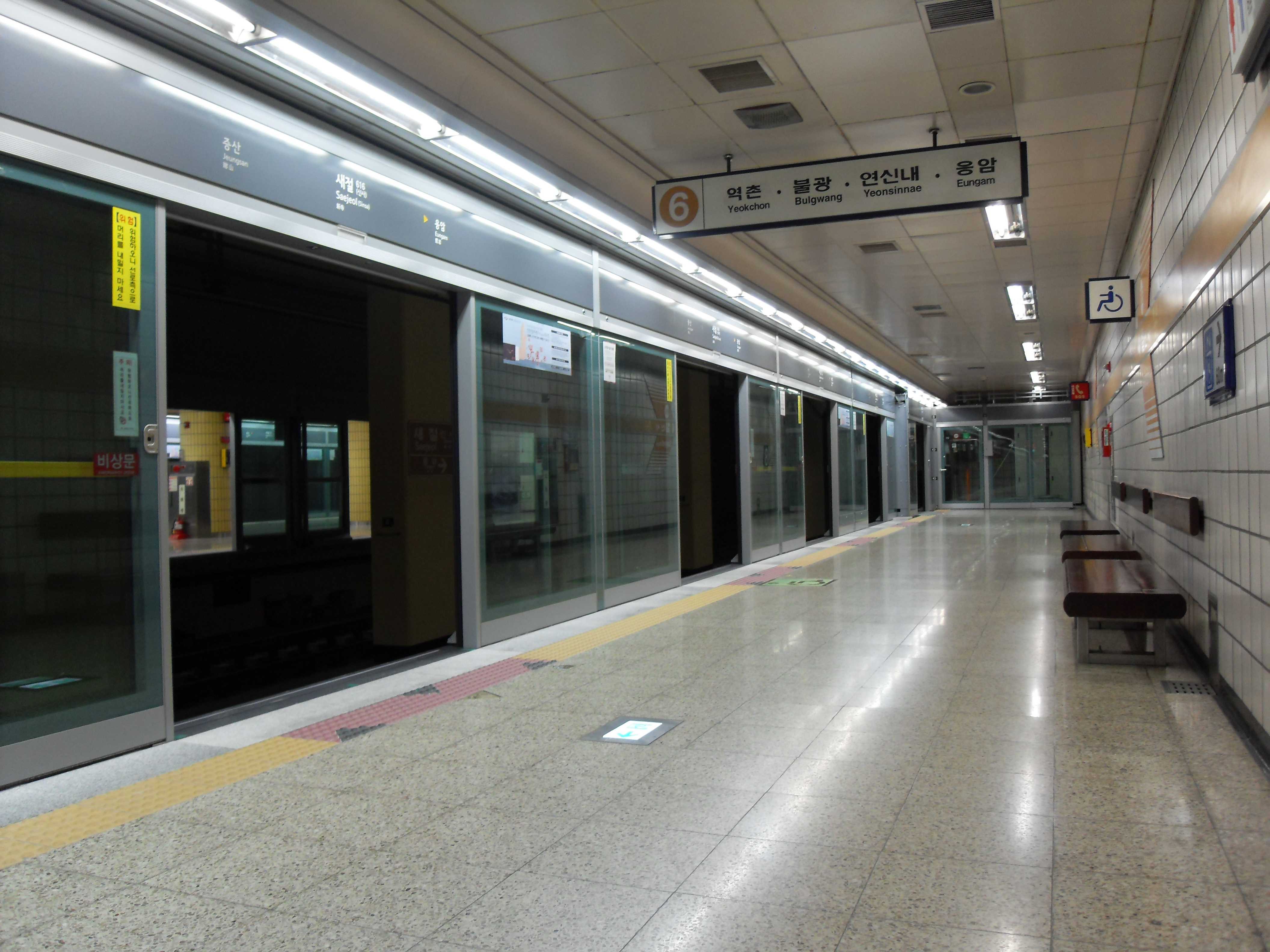
승강장 (스크린도어 설치 당시)
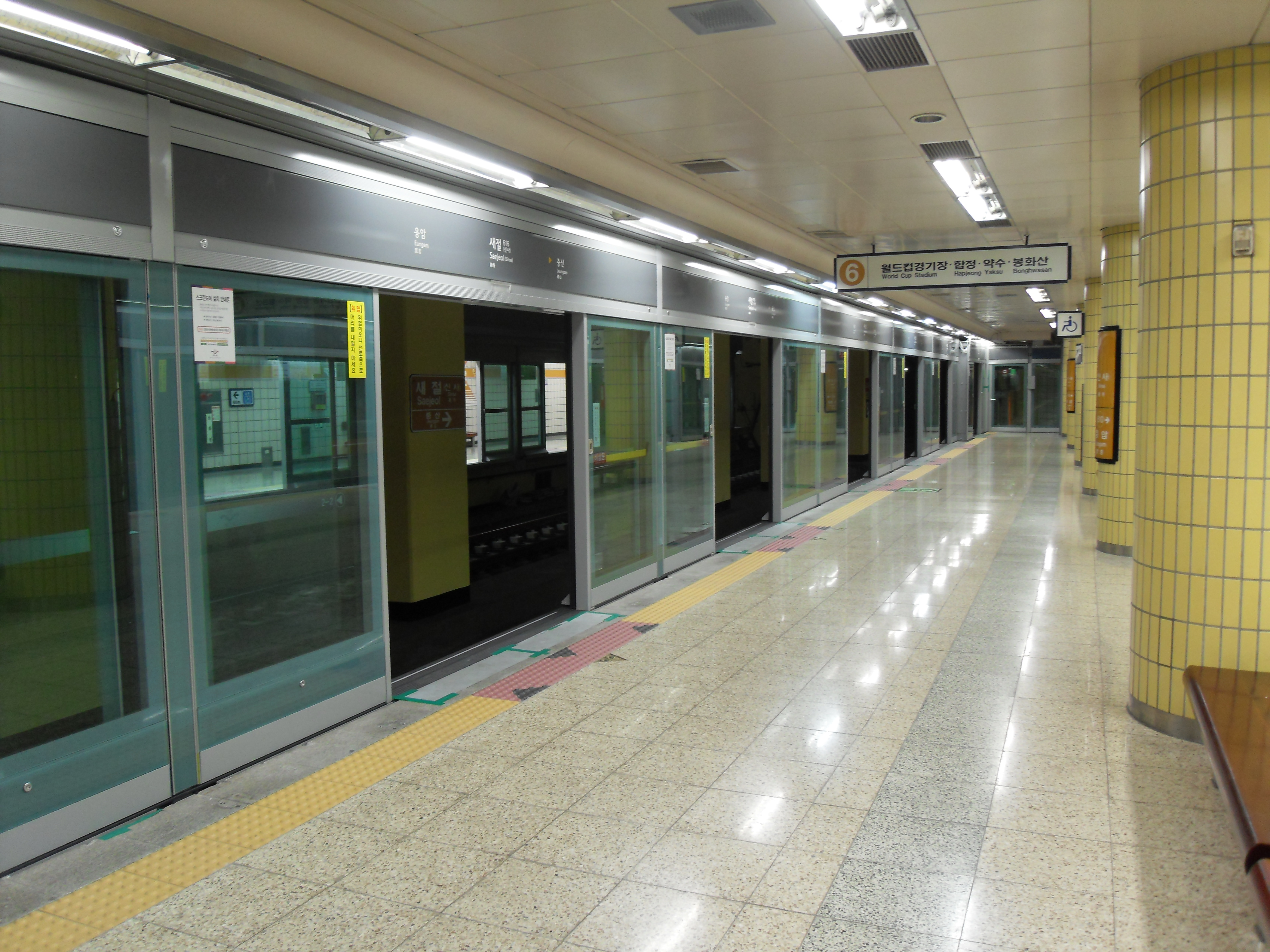
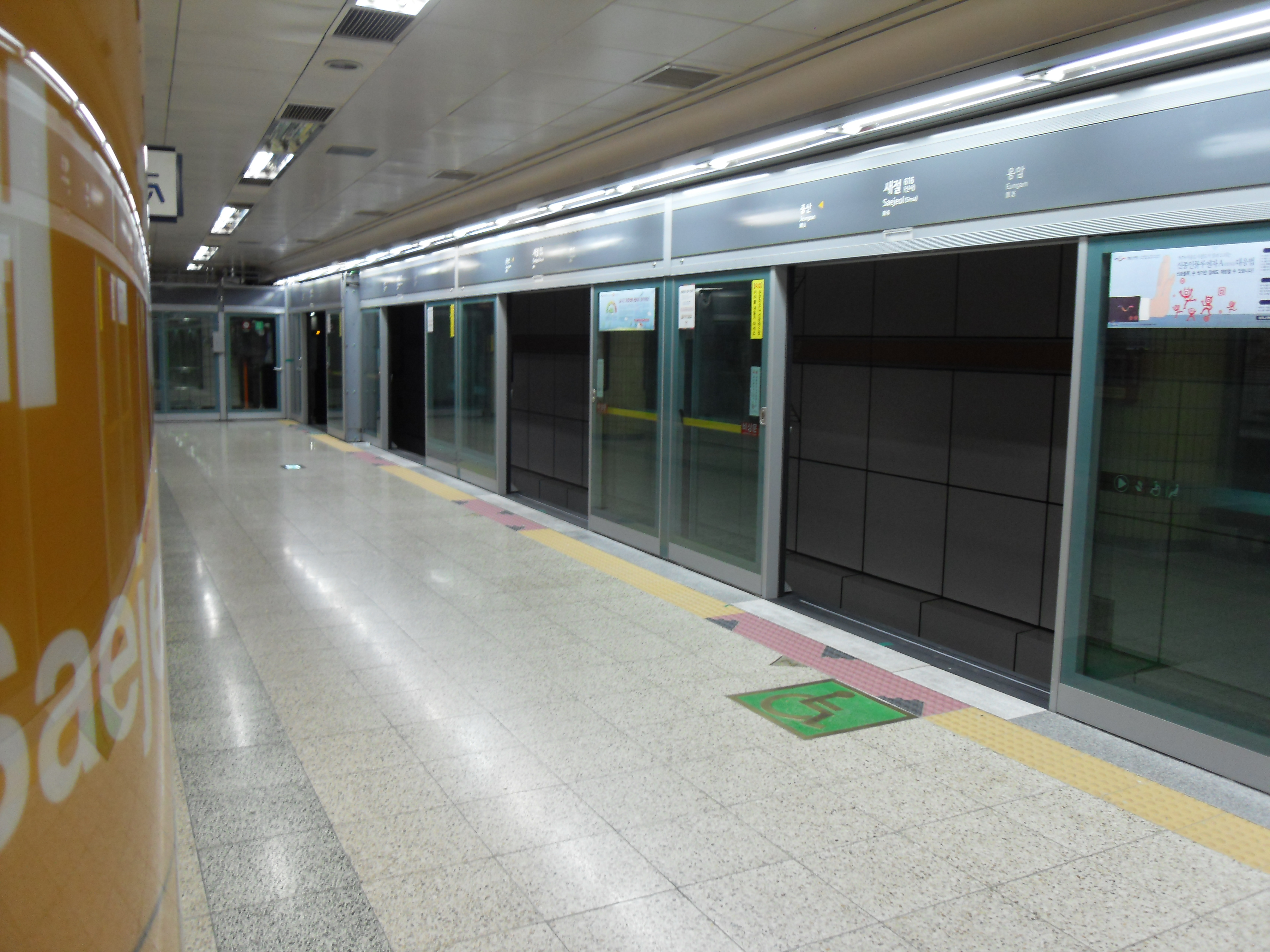

## 이용객 변동
2000년 자료는 개통일인 2000년 12월 15일부터 12월 31일까지 총 17일간의 집계를 반영한 것이다.
| 노선  | 노선   | 일평균 인원수 (명/일) | 일평균 인원수 (명/일) | 일평균 인원수 (명/일) | 일평균 인원수 (명/일) | 일평균 인원수 (명/일) | 일평균 인원수 (명/일) | 일평균 인원수 (명/일) | 일평균 인원수 (명/일) | 일평균 인원수 (명/일) | 일평균 인원수 (명/일) | 각주  |
| 노선  | 노선   | 2000년                | 2001년                | 2002년                | 2003년                | 2004년                | 2005년                | 2006년                | 2007년                | 2008년                | 2009년                | 각주  |
| ----- | ------ | --------------------- | --------------------- | --------------------- | --------------------- | --------------------- | --------------------- | --------------------- | --------------------- | --------------------- | --------------------- | ----- |
| 6호선 | 승차   | 4,652                 | 7,310                 | 9,318                 | 10,476                | 11,475                | 11,858                | 12,204                | 12,339                | 12,214                | 11,872                | [ 3 ] |
| 6호선 | 하차   | 4,119                 | 6,478                 | 8,571                 | 9,818                 | 10,835                | 11,264                | 11,532                | 11,567                | 11,513                | 11,245                | [ 3 ] |
| 6호선 | 승하차 | 8,770                 | 13,788                | 17,889                | 20,294                | 22,310                | 23,122                | 23,736                | 23,905                | 23,727                | 23,118                | [ 3 ] |
| 노선  | 노선   | 2010년                | 2011년                | 2012년                | 2013년                | 2014년                | 2015년                | 2016년                | 2017년                |                       |                       | [ 3 ] |
| 6호선 | 승차   | 12,233                | 12,459                | 12,963                | 13,472                | 13,967                | 13,859                | 13,938                | 13,859                |                       |                       | [ 3 ] |
| 6호선 | 하차   | 11,493                | 11,733                | 12,238                | 12,708                | 13,225                | 13,158                | 13,194                | 13,189                |                       |                       | [ 3 ] |
| 6호선 | 승하차 | 23,725                | 24,192                | 25,201                | 26,180                | 27,192                | 27,017                | 27,132                | 27,048                |                       |                       | [ 3 ] |

## 인접한 역
| 서울 지하철 6호선 | 서울 지하철 6호선   | 서울 지하철 6호선             |
| ----------------- | ------------------- | ----------------------------- |
| 610 응 암 순환    | ● 서울 지하철 6호선 | 617 증산(명지대앞) 신 내 방면 |

## 사건
2016년 9월 7일 오전 10시쯤, 20대 후반이던 산모가 갑작스러운 산통으로 이 역 여자 화장실에서 출산예정일이 한 달이 남아 있던 임산부가 출산하는 일이 있었다.